# 47 mm armata przeciwpancerna mle 1937
Canon de 47 antichar SA mle 1937 – półautomatyczna (SA to skrót od semi-automatique) francuska armata przeciwpancerna kalibru 47 mm, opracowana w 1937 przez Atelier de Puteaux (w skrócie APX).
Używana przez dywizyjną artylerię armii francuskiej w 1940. Zdobyczne działa używane przez Wehrmacht do końca wojny pod oznaczeniem 4,7 cm PaK 181(f). Jedna z wersji armaty po przystosowaniu do wersji czołgowej, stanowiła uzbrojenie czołgów Somua S-35 i Char B1.

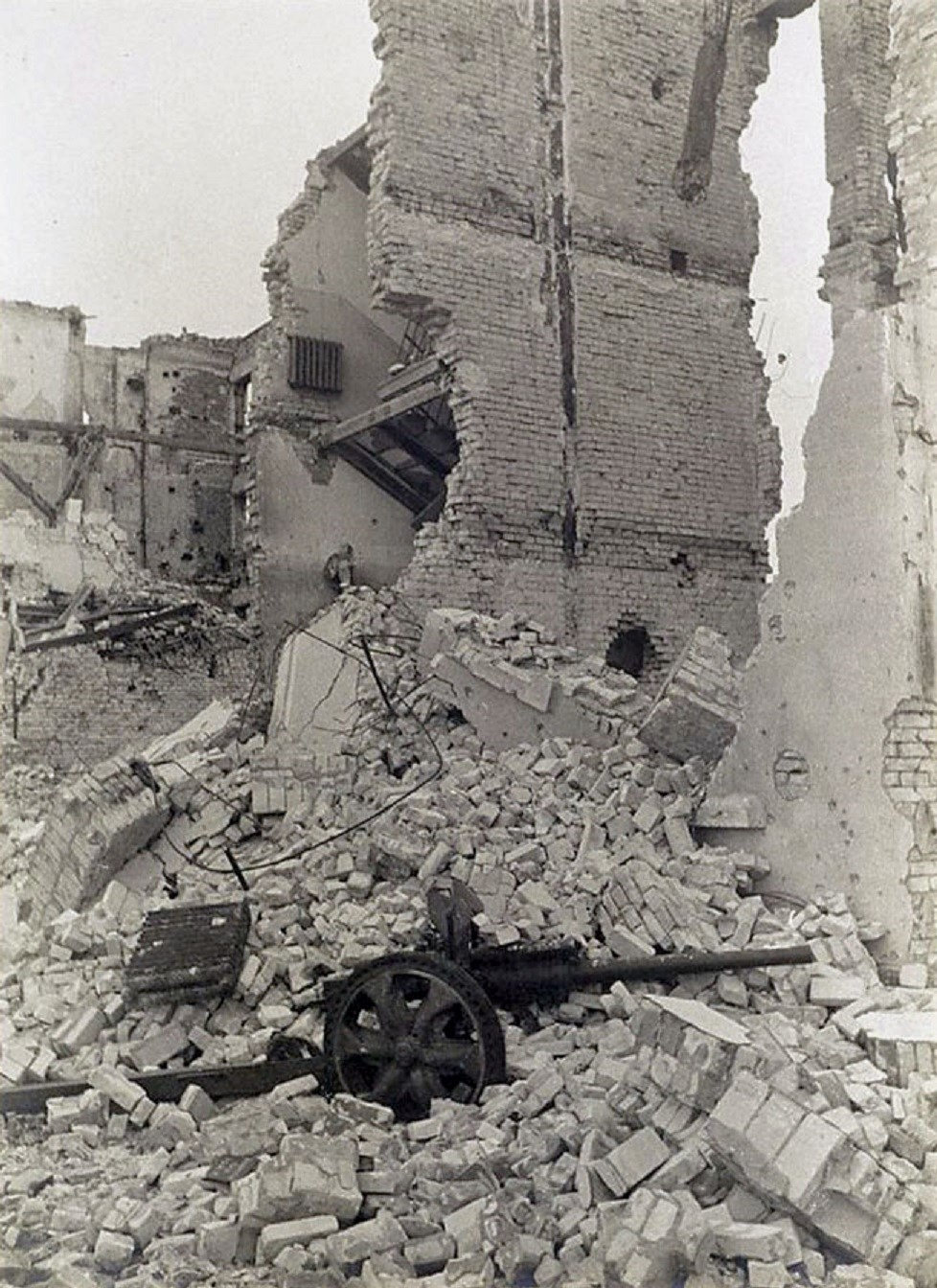
Armata podczas bitwy stalingradzkiej